# معايرة برومات
معايرة بالبرومات  في الكيمياء (بالإنجليزية: Bromination)‏ هي معايرة أكسدة-اختزال تستخدم كثيرا في دراسة الكيمياء . في تلك المعايرة نقوم بمعايرة العينة المراد معايرتها في وسط حمضي بواسطة إضافة محلول برومات البوتاسيوم (من السحاحة) فيتأكسد محلول القارورة ، ويُختزل برومات البوتاسيوم إلى البروم . وتمثل المعادلة التالية تأكسد أيونات الحديد -II عند إضافة البرومات :
{\displaystyle \mathrm {6\ Fe^{\,2+}+BrO_{3}^{\,-}+6\ H^{\,+}\rightleftharpoons } }
{\displaystyle \mathrm {Br^{\,-}+6\ Fe^{\,3+}+3\ H_{2}O} }
عند اكتمال تأكسد العينة يتفاعل البروميد مع البرومات ويتكون بروم معزول :
{\displaystyle \mathrm {BrO_{3}^{\,-}+5\ Br^{\,-}+6\ H^{\,+}\rightleftharpoons } }
{\displaystyle \mathrm {3\ Br_{2}+3\ H_{2}O} }
,ونظرا لاستطاعة البروم لتفكيك المواد العضوية الملونة يستخدم كاشف لوني مثل الميثيل البرتقالي لتعيين اكتمال التفاعل . وعند الوصول إلى نهاية التفاعل يختفي لون المحلول .
تستخدم طريقة البرومات في تعيين تركيز محاليل أشباه الفلزات: مثل الزرنيخ و النحاس ، و القصدير ، و التيتانيوم ، و الزركونيوم و الأنتيمون، وغيرها .

## اقرأ أيضا
- معايرة أكسدة-اختزال
- معايرة
- اختزال
- تفاعل كيميائي
- تفاعل ناشر للحرارة
- توازن كيميائي